# Aéroport de Kirkenes
Pour les articles homonymes, voir KKN.
L'aéroport de Kirkenes-Høybuktmoen (code IATA : KKN • code OACI : ENKR) (en norvégien : Kirkenes lufthamn, Høybuktmoen) est un aéroport situé à Høybuktmoen, en Norvège, dans le comté de Finnmark. Il se trouve à treize kilomètres à l'ouest du centre-ville de Kirkenes. Son trafic passager est d'environ 280 000 passagers par an ; il est géré par l'opérateur aéroportuaire public norvégien Avinor.
Høybuktmoen a été construit comme base militaire aérienne de la Luftwaffe pendant la Seconde Guerre mondiale. Des services civils ont été introduits après la guerre, mais abandonnés en 1948. 
L'aéroport a rouvert en 1963, en même temps que l'aéroport d'Alta et celui de Lakselv avec un nouveau terminal et une piste prolongée. À l'origine, l'aéroport était desservi par Scandinavian Airlines System et Finnair, et depuis les années 1970 également par Widerøe et Norving. Depuis 1990, cinq compagnies ont tenté de fournir des services à Mourmansk, en Russie. À l'origine, l'aéroport avait deux pistes mais la plus courte a été fermée en 1996. La nouvelle aérogare a été mise en service en 2006. En raison de la longueur de la piste, elle ne peut pas être exploitée dans certaines conditions de vent et il y a une proposition visant à niveler une partie des terres pour allonger cette piste.

## Statistiques
Pour des raisons techniques, il est temporairement impossible d'afficher le graphique qui aurait dû être présenté ici.

Voir la requête brute et les sources sur Wikidata.

## compagnies aériennes et destinations
| Compagnies            | Destinations |
| --------------------- | --- |
| Norwegian Air Shuttle | Oslo-Gardermoen, Tromsø |
| Scandinavian Airlines | Oslo-Gardermoen |
| Widerøe               | - Alta, - Båtsfjord, - Berlevåg (en), - Hammerfest (en), - Honningsvåg, - Mehamn (en), - Sørkjosen (en), - Tromsø, - Vadsø (en), - Vardø, Svartnes (en) |

Edité le 25/02/2023

## Compagnies aériennes et destinations
| Compagnies            | Destinations |
| --------------------- | --- |
| Norwegian Air Shuttle | Oslo-Gardermoen, Tromsø |
| Scandinavian Airlines | Oslo-Gardermoen |
| Widerøe               | - Alta, - Båtsfjord, - Berlevåg (en), - Hammerfest (en), - Honningsvåg, - Mehamn (en), - Sørkjosen (en), - Tromsø, - Vardø, Svartnes (en) |

Carte des principaux aéroports de Norvège (en 2019)
Le Svalbard n'est pas ici en coordonnées géographiques exactes.
| Oslo-Gardermoen Bergen Stavanger Trondheim Tromsø Bodø Sandefjord Moss Kristiansand Ålesund Haugesund Harstad/Narvik Molde Kristiansund Alta Kirkenes Bardufoss Florø Hammerfest Svalbard Plus de 10 millions Plus de 5 millions Plus de 1 million Plus de 0,4 million Moins de 0,4 million Fermé |